# 5605 Kushida
5605 Kushida è un asteroide della fascia principale. Scoperto nel 1993, presenta un'orbita caratterizzata da un semiasse maggiore pari a 2,2630619 UA e da un'eccentricità di 0,1051440, inclinata di 4,30796° rispetto all'eclittica.
L'asteroide è dedicato all'astronomo giapponese Yoshio Kushida.